# Azorella schizeilema
Azorella schizeilema är en växtart i släktet Azorella och familjen flockblommiga växter.
Arten förekommer på Aucklandöarna och Campbellöarna söder om Nya Zeeland. Den beskrevs av Gregory M. Plunkett och Antoine N. Nicolas.